# Le Bon Juge

Le Bon juge est un film muet français réalisé par Léonce Perret et sorti en 1910.

## Synopsis
Le scénario est inspiré de la vie de Paul Magnaud (1848-1928) président du tribunal de Château-Thierry, surnommé le bon juge pour avoir introduit la notion d'état absolu de nécessité dans la jurisprudence pénale.

## Fiche technique
- Réalisation, scénario et producteur : Léonce Perret
- Société de production : Société des Établissements L. Gaumont
- Pays d'origine : France
- Format : Muet - Noir et blanc
- Date de sortie : France : 10 janvier 1910

## Distribution
- Léonce Perret : le juge Leplantois
- Yvonne Maëlec : Lucie de Perpignan
- Fernand Rivers
- Gabrielle Lange